# Pinus halepensis
Espèce
Répartition géographique
Statut de conservation UICN

 LC  : Préoccupation mineure
Le pin blanc de Provence ou pin d'Alep (Pinus halepensis) est un conifère de la famille des Pinacées. C'est  le botaniste écossais Philip Miller qui lui donna abusivement ce nom scientifique, en 1768. En effet, c'est le Pinus brutia qui pousse principalement dans la région d'Alep. Sa répartition géographique est essentiellement autour des côtes méditerranéennes, et plus particulièrement en Afrique du Nord et en Espagne. Il est parfois appelé pin de Jérusalem.

## Description
Arbre d'environ 10-25 m, souvent penché et peu droit, la cime est assez écrasée, irrégulière et claire, les branches sont assez étalées. Il vit couramment 150 à 200 ans dans une majorité de son aire, et jusqu’à 250 ans au Maghreb.
Les rameaux sont vert clair puis gris clair, assez fins, faisant souvent plusieurs pousses la même année sur les rameaux vigoureux (polycyclisme).
Les bourgeons non résineux sont ovoïdes, aigus, bruns, à écailles libres frangées de blanc.
L'écorce est d'abord lisse et gris argenté, puis crevassée, écailleuse, gris brunâtre.
Les feuilles sont des aiguilles par deux, fines, aiguës souples, de 6 à 10 cm, vert grisâtre, appliquées le long des pousses la première année puis s'en écartant. Elles sont groupées en pinceaux à l'extrémité des rameaux faibles, dont la base est occupée par les fleurs mâles au printemps, mais sont disposées tout au long de la tige sur les rameaux forts. Elles persistent 2 à 4 ans, d'autant moins que les rameaux poussent rapidement.
Les cônes mâles sont jaunes teintés de rouge gorgés de pollen, oblongs, peu serrés ; les fleurs femelles sont pédonculées rose-violacé.
Les cônes femelles sont gros de 6 à 12 cm, à pédoncules épais de 1 à 2 cm, souvent isolés mais pouvant être groupés par 2 à 4. Leur développement se fait sur 3 années: après la floraison, ils verdissent d'abord puis deviennent gris-brun en 2 mois, et arrêtent leur croissance une première fois en début d'été, à une taille de 10 à 15 mm. Au printemps de la 2e année, ils reprennent leur croissance en devenant vert et atteignent leur taille définitive en début d'été. Lors du 3e printemps, ils ne grossissent plus mais mûrissent en jaunissant puis deviennent brun clair, luisants. Les graines sont prêtes à germer à partir de juin. Les cônes vont alors suivre deux voies : soit s'ouvrir au cours de l'été avec la sécheresse, soit rester fermés durant des années pour conserver des graines à l'abri des feux. Ces derniers, dit « sérotineux », ont les écailles collées par une abondante résine. Celle-ci est détruite lors des incendies, qui permettent la libération les graines dans un milieu favorable où les jeunes pins auront peu de concurrence. Ouverts ou fermés, les cônes peuvent rester plusieurs dizaines d'années accrochés aux branches. Cependant, les écureuils s'attaquent aux cônes pour se nourrir des graines en arrachant souvent toutes les écailles et en faisant tomber les cônes. Graines gris-noir légère (poids de 1000 graines = 15 à 20 grammes), de 4 à 7 mm de long, dotée d'une aile de 15 à 25 mm facilitant sa dissémination.

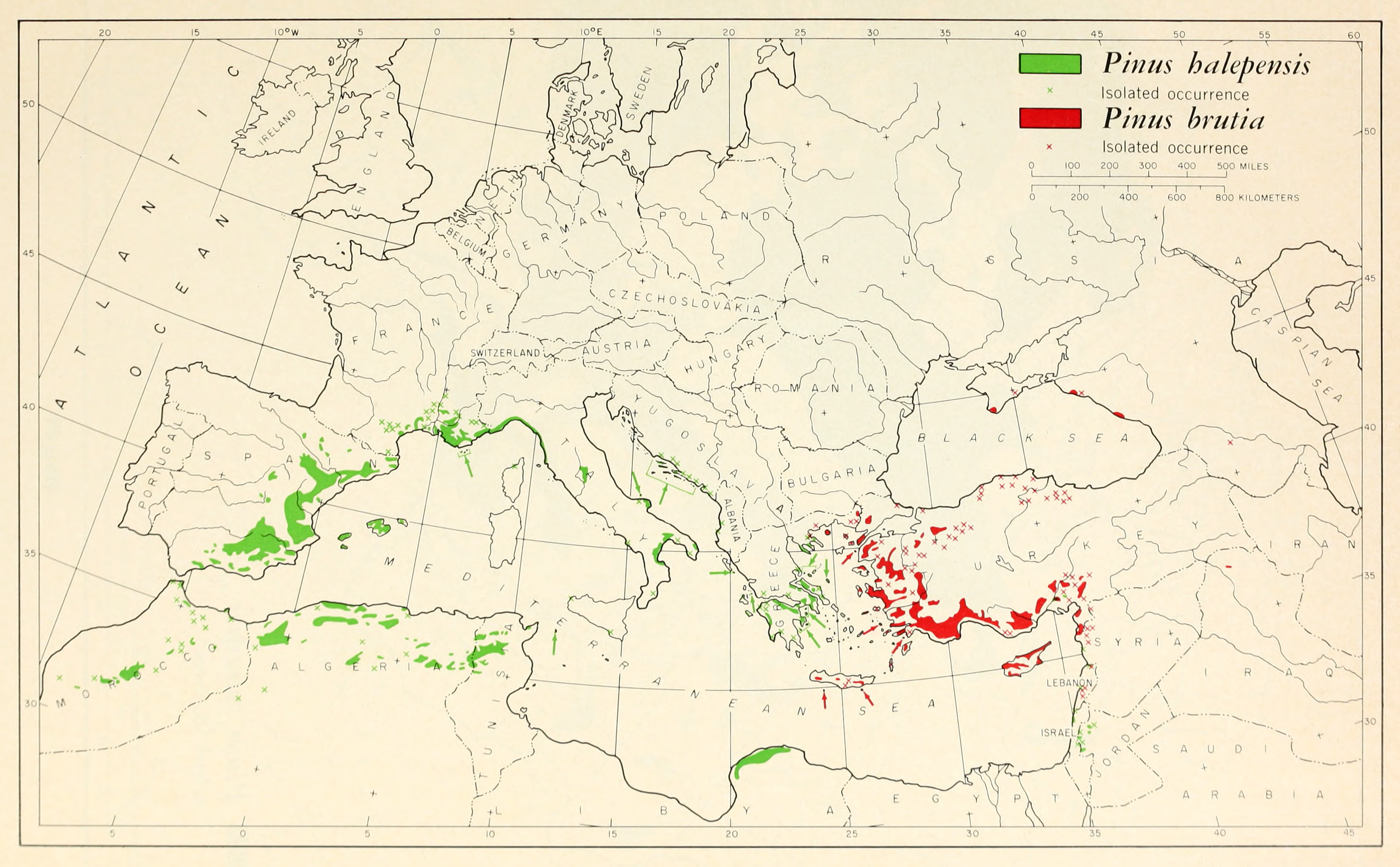
Comparaison des aires de répartition de Pinus halepensis et Pinus brutia.
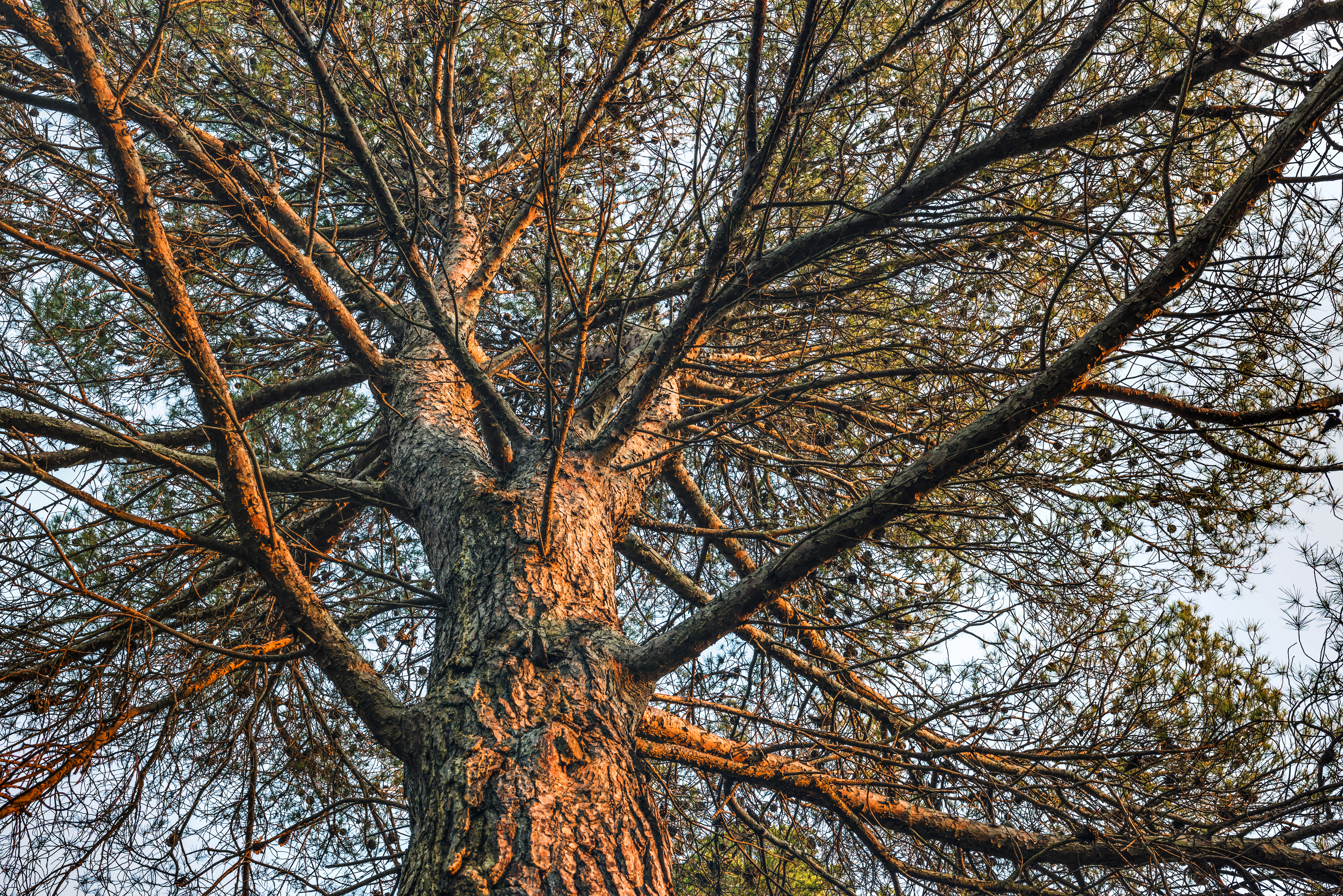
Le tronc d'un pin d'Alep à Sète, France.
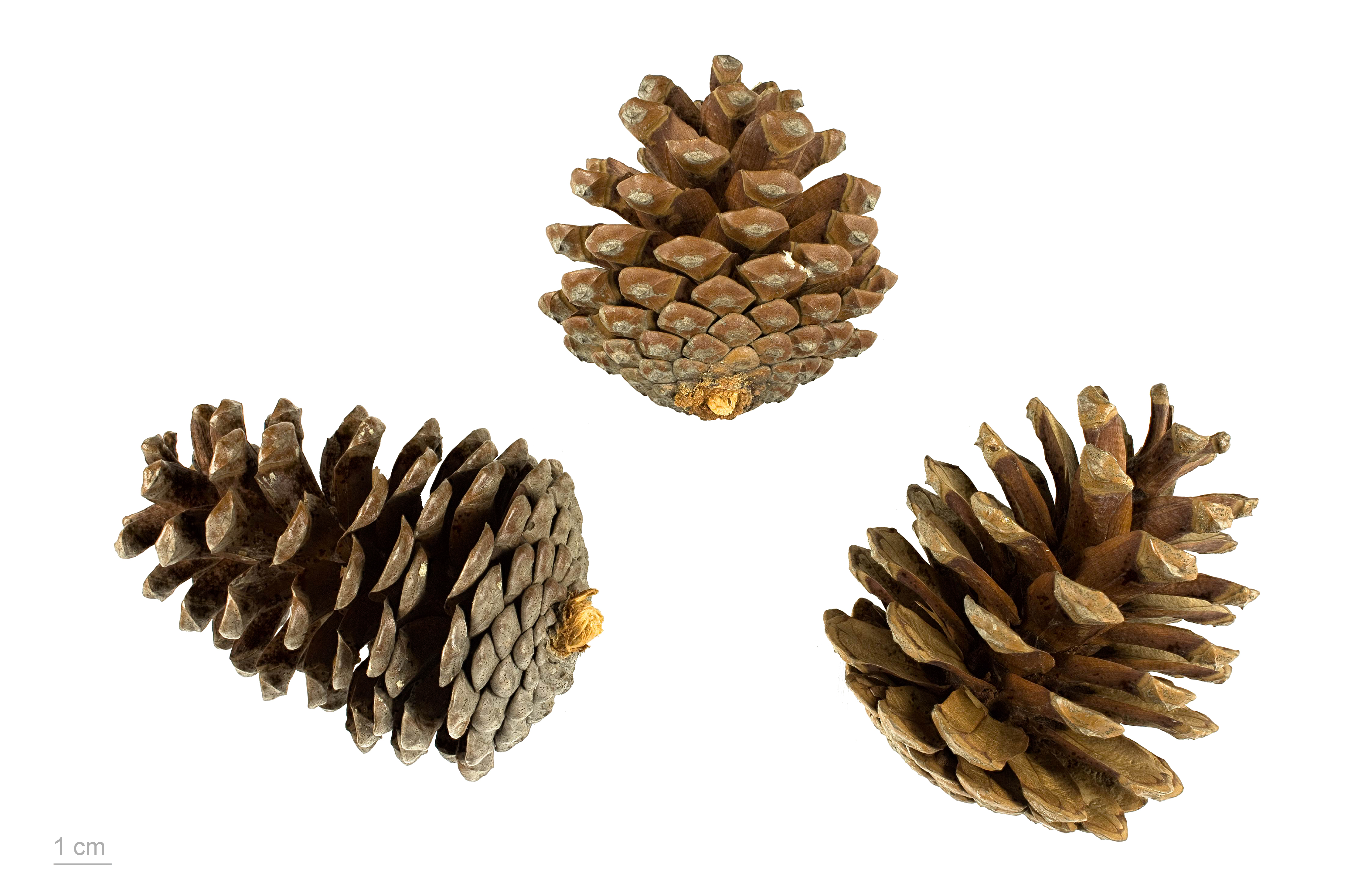
Pinus halepensis - Muséum de Toulouse.
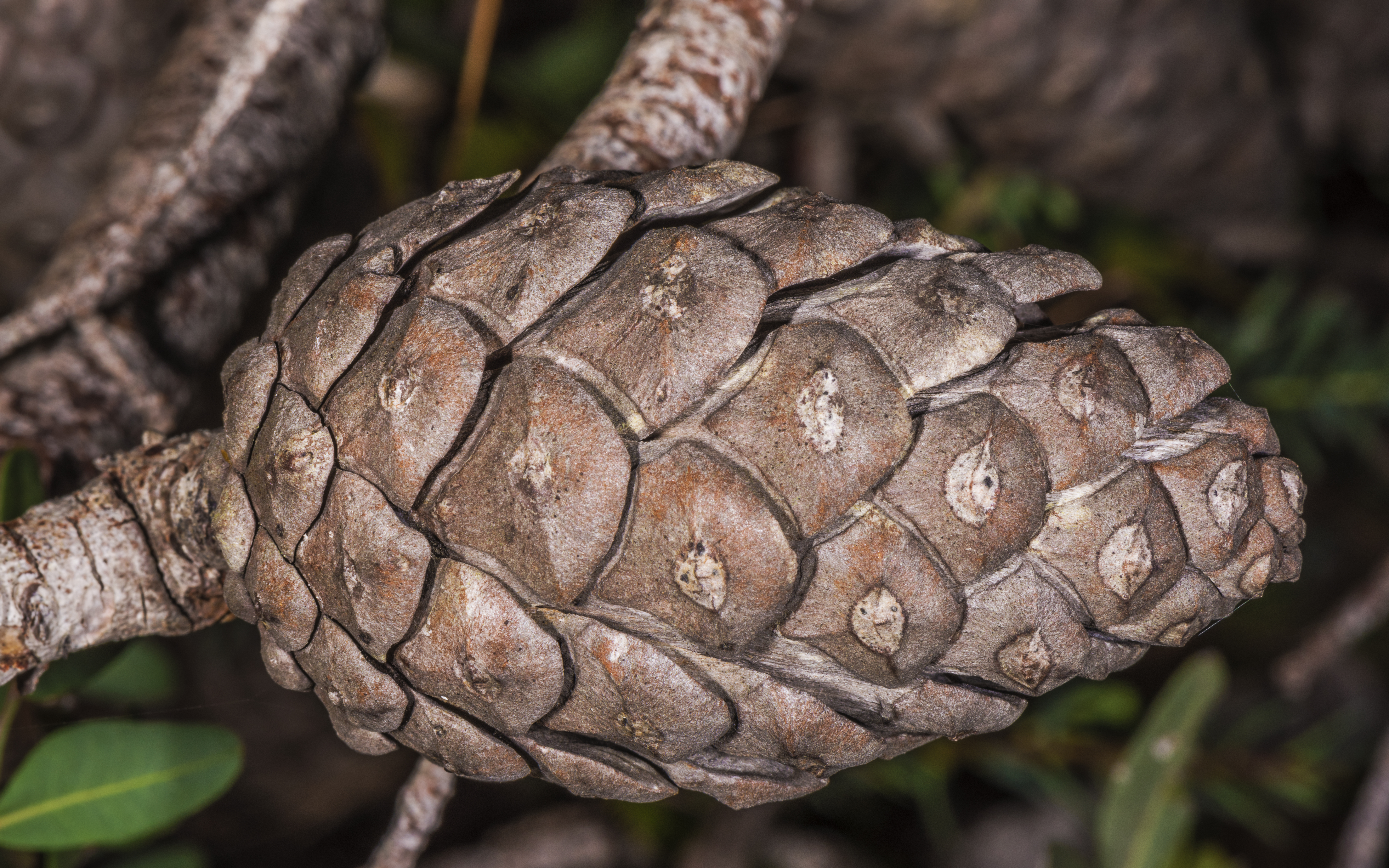
Cône.
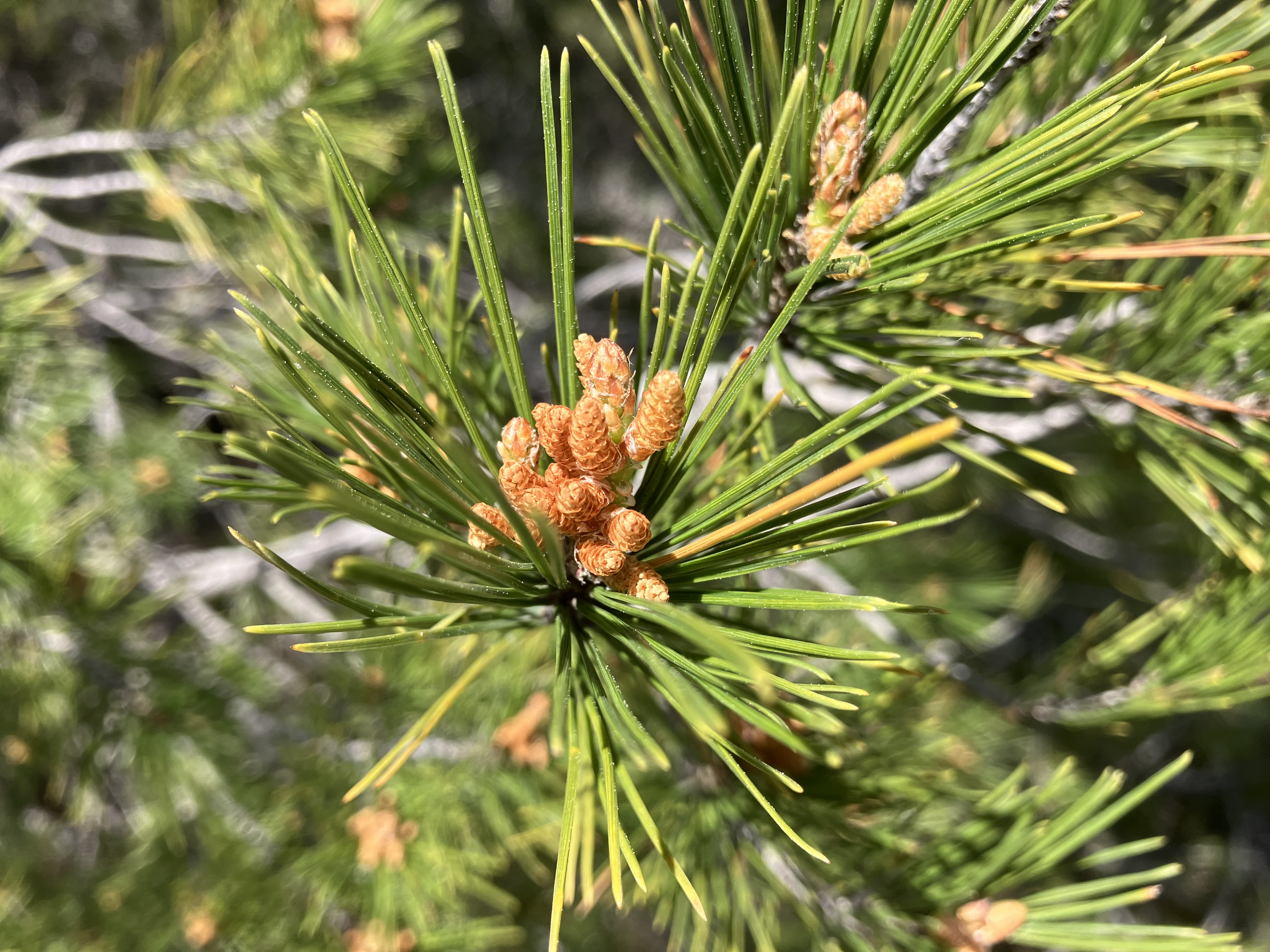
Cône mâle de Pinus halepensis.
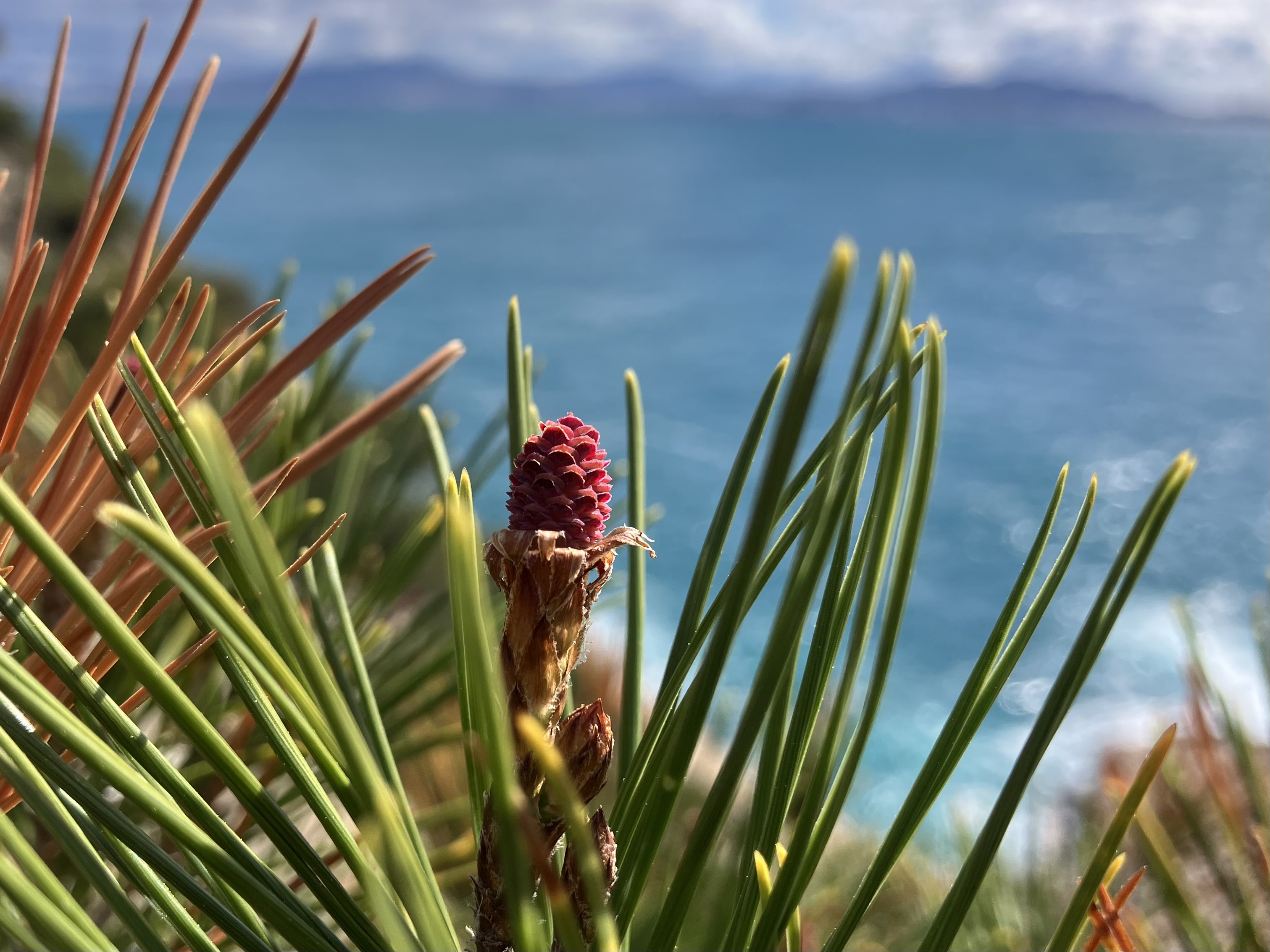
Cône femelle de Pinus halepensis.
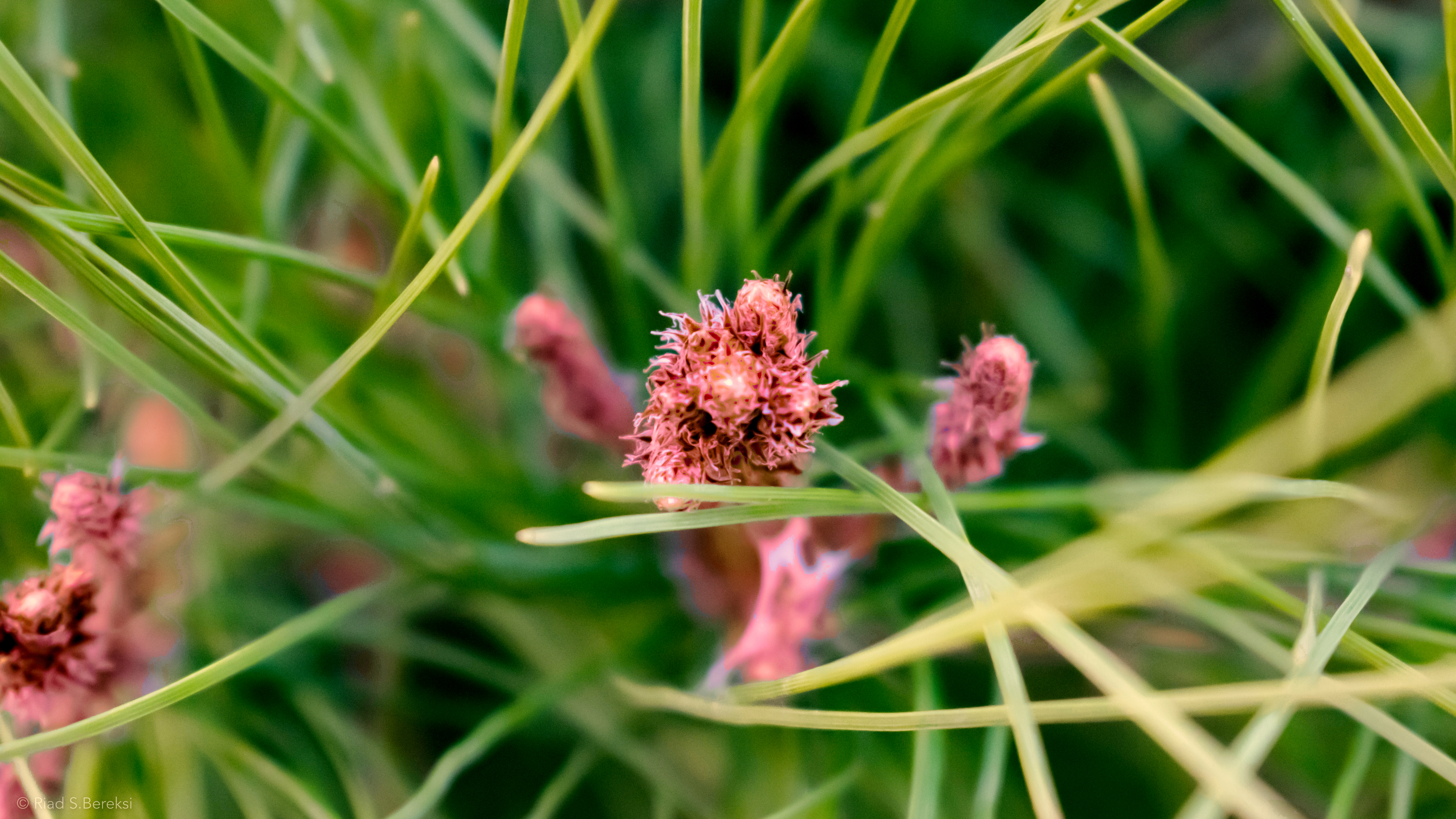
Pinus halepensis, forêt d'Afhir à Tlemcen.
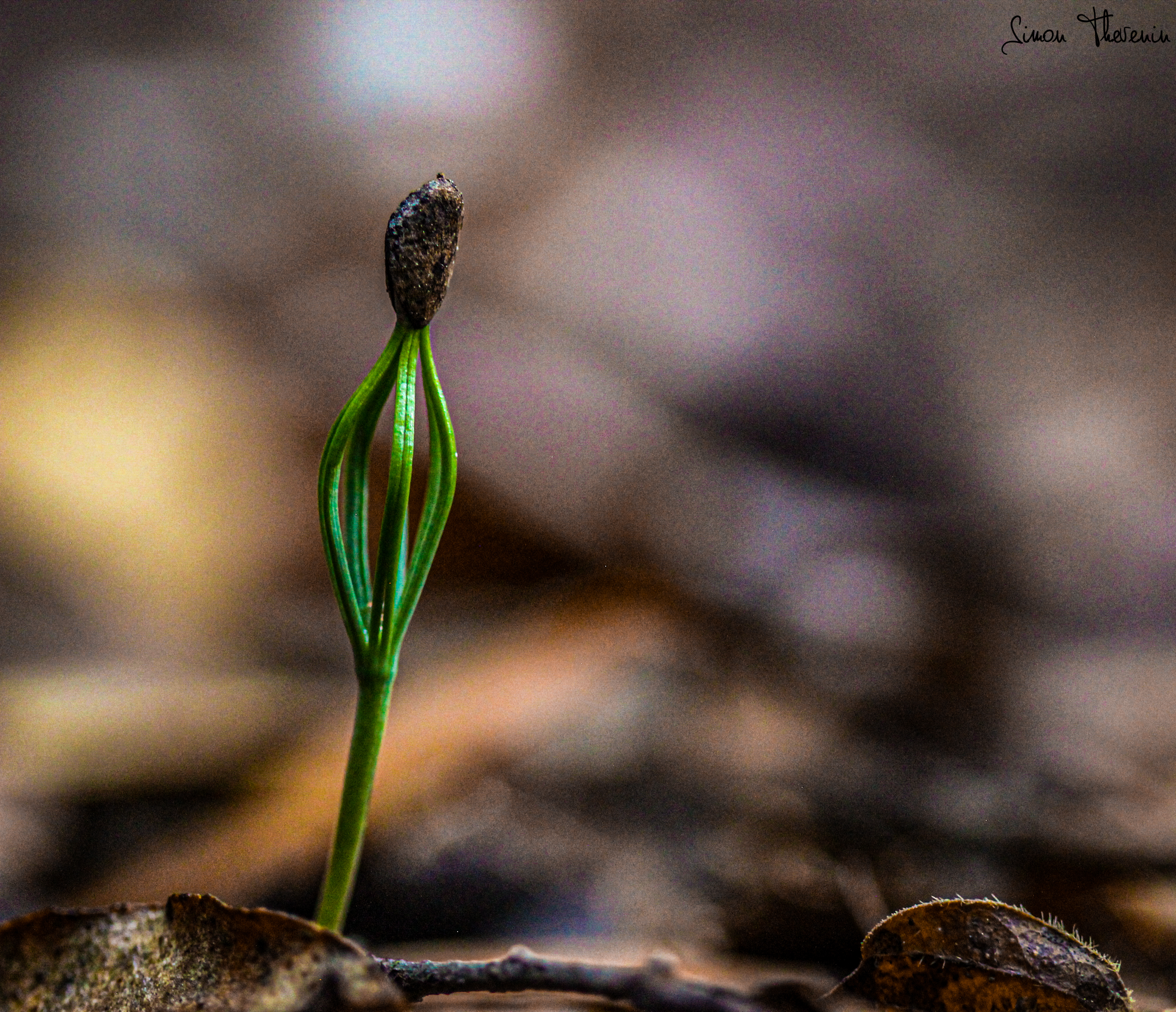
Pin d'Alep au stade juvénile à Rognes.
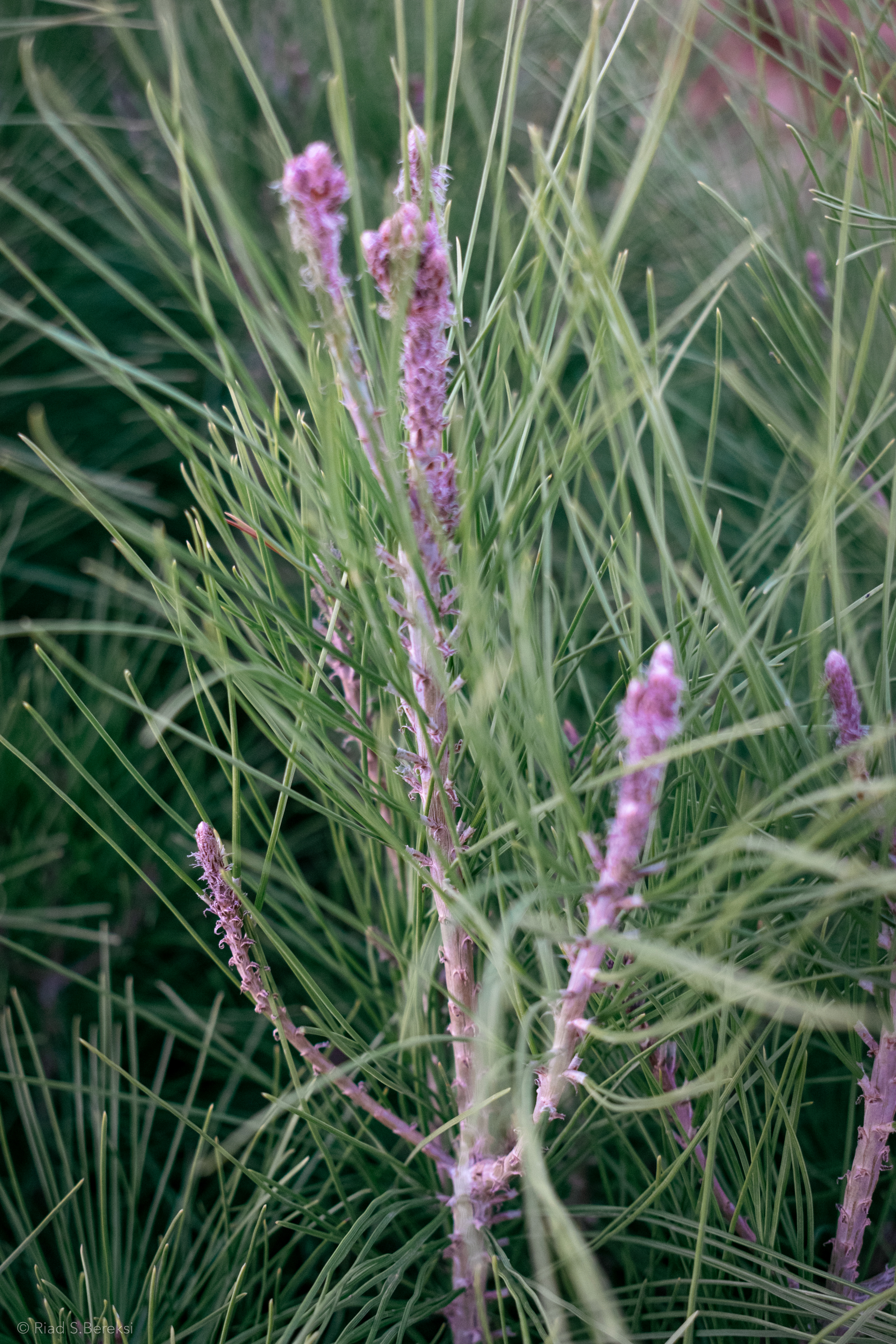
Pinus halepensis, forêt d'Afhir à Tlemcen.

## Caractéristiques
- Organes reproducteurs
  - Type d'« inflorescence » : cône
  - Répartition des sexes : monoïque
  - Type de pollinisation : anémogame
  - Période de floraison : avril-mai
- Graine
  - Type de « fructification » : cône
  - Mode de dissémination : principalement anémochore (les fourmis stockent les graines pour s'en nourrir et contribuent aussi à la dissémination locale des graines tombées au sol).
- Habitat et répartition
  - Habitat type : bois méditerranéens sempervirens
  - Aire de répartition : méditerranéen[2]

## Répartition

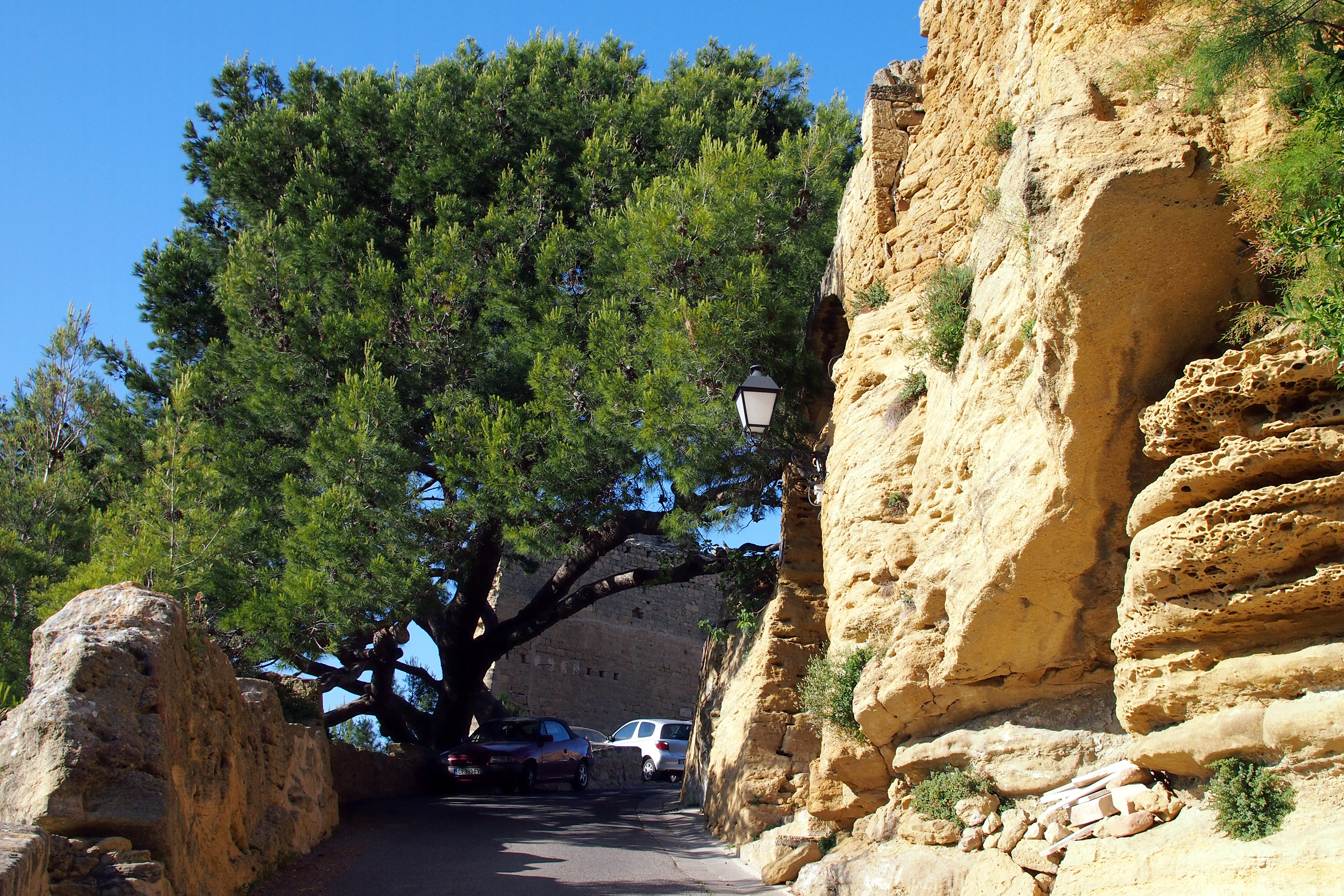
Le Vieux Pin d'Alep à Miramas, France.

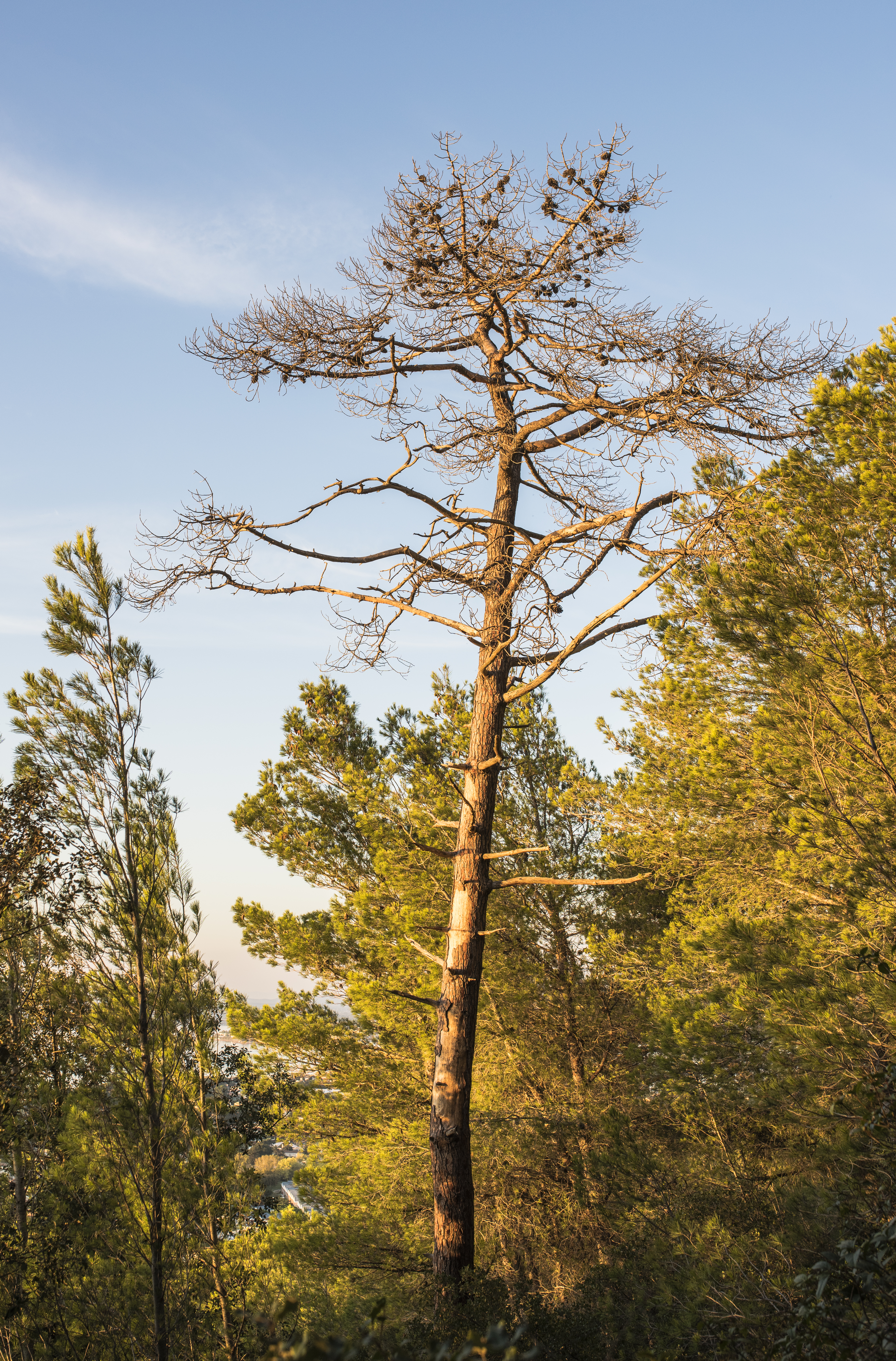
Un pin d'Alep mort.

Originaire du Bassin méditerranéen-Macaronésie où il est particulièrement présent sur le littoral du bassin algéro-provençal, il a notamment été introduit en Californie, mais aussi en Afrique du Sud, en Argentine et au Chili où il se montre parfois invasif. En Méditerranée, plus du tiers des surfaces boisées en pin d'Alep se répartissent entre l'Algérie et la Tunisie.
En Tunisie, c'est la première espèce forestière. Elle se rencontre dans près de 93% en fûtaies composées uniquement de pins d'Alep (sans mélange avec d'autres essences) sur une bande diagonale au sud de la Medjerda et au nord d'une ligne allant de Fériana vers Enfida sur la côte essentiellement dans les gouvernorats de Kasserine, el Kef, Siliana, Zaghouan et dans une moindre mesure Béja. C'est aussi l'essence privilégiée des reboisements artificiels (plus d'un 5ième des plantations entre l'indépendance et les années 1990) avec un fort succès sur les sols calcaires.
En France-métropolitaine, il est essentiellement présent dans le Grand-Midi Méditerranéen, relevant de son biome d'élection : majeure partie de l'Occitanie, vallée méridionale du Rhône (avec pour limite septentrionale le secteur de Valence), majeure partie de Provence-Alpes-Côte d'Azur et Corse. Au nord de cette grande région, il est présent dans les secteurs de France-métropolitaine suivants : Lot-et-Garonne, Saintonge, Aunis, Archipel charentais, Rhône (département), Haute-Savoie, Val de Loire tourangeau, Nord du Berry, Essonne. 
Le pin d'Alep en zone méditerranéenne se développe en boisements parfois importants. Mais cette espèce est aussi présente sous la forme d'îlots voire d'arbres isolés au milieu de formations comme la garrigue. La fréquence des indices de présence de l'écureuil dans ces sous-bois démontre l'importance de ce ligneux dans le cycle alimentaire de certaines espèces comme dans le cas présent Sciurus vulgaris.   
Considéré comme espèce envahissante et très vulnérable aux incendies, le pin d'Alep apparaît en régions semi-désertiques, notamment en Libye, où sa tolérance à la sécheresse est remarquable (il supporte des moyennes annuelles de précipitations de seulement 250 mm). Il craint en revanche les périodes prolongées de gel, notamment pour les provenances du sud de son aire, les grands gels en dessous de -15 °C. Il est en particulier sensible à ces gelées lorsqu'elles surviennent après une période hivernale chaude qui a provoqué le démarrage précoce de croissance. Dans l'absolu, des peuplements ont résisté à des températures de -20 °C. Il est très vulnérable face aux chutes de neige importantes ; ses branches fragiles cassent facilement, l'arbre pouvant même être déraciné. Gel et neige limitent ainsi sa présence en France en dessous de 800 m en versants nord, et 1000 m en versants sud, à 1500 m au Maghreb. Outre l'avifaune, le pin d'Alep héberge notamment : le mulot, l'écureuil, la cigale, la chenille processionnaire du pin et le bombyx du pin.
Le pin d'Alep est une des essences les plus adaptables pour les types de substrats et la qualité des sols : des sols carbonatés argileux sur calcaires ou marnes jusqu'aux sols sableux acides sur grès, gneiss ou granite. Sur sols acides, il est moins présent historiquement, car le pin maritime, à croissance plus rapide et meilleur producteur de résine, lui a été longtemps préféré. Sa croissance en hauteur et sa productivité sont plus liées à la disponibilité en eau dans le site qu'au climat : cette disponibilité dépend entre autres de la topographie, de la profondeur et de la qualité du sol. À climat identique, il peut se contenter de fissures dans des rochers pour survivre et atteindre 1 m de haut en 50 ans, et atteindre 25 m de haut sur des sols profonds de fond de vallée. Il résiste bien aux embruns salés en bord de mer.
C'est « une des espèces forestières qui présentent une forte dynamique spatiale de peuplements, dynamique résultant de son caractère pionnier et de sa capacité à se régénérer dans les zones exposées au risque d'incendie ».

### Comportement au feu
Le pin d’Alep est une espèce très inflammable. De plus, certaines de ses caractéristiques morphologiques et physiologiques favorisent la propagation de l’incendie. Ses branches mortes ne s’élaguent pas ; ses cônes s’accumulent dans le houppier qui devient très inflammable ; la faible densité d’aiguille facilite l’apport d’oxygène ce qui attise la combustion ; ses rameaux renferment une forte concentration en éléments chimiques volatiles très inflammables, comme des terpènes…
Cependant après le passage du feu, l’espèce a des atouts pour reconquérir les sols incendiés. Comme d’autres conifères, elle produit des cônes fermés par la résine (comportement de sérotinie), qui même à maturité persistent sur l'arbre et ne s'ouvrent que sous l'effet de la chaleur intense et brutale de l'incendie. « Une fois libérées, les graines de cônes sérotineux (40 à 80 % des cônes produits chaque année) présentent un plus fort taux de germination que les graines issues de cônes non sérotineux ». Il s’agit en quelque sorte d’une adaptation au feu. La pluie de graines (60 à 80 /m2 en moyenne) en provenance des cônes ouverts par le feu démarre quelques heures après le passage du feu et dure environ une semaine avec un pic entre le premier et le troisième jour.
Compte tenu de ses propriétés très inflammables, faut-il ou non reboiser en pin d'Alep ? Si l'on souhaite retrouver un paysage similaire à celui d'avant l'incendie, on favorisera le retour du pin d'Alep qui bénéficie d'un bon potentiel de régénération après les feux. Cependant, si on envisage des peuplements moins vulnérables au feu, on privilégiera d'autres espèces, comme le pin pignon à l'écorce plus épaisse et à la houppe plus dense, ce qui limite le développement du sous-bois. On peut aussi améliorer la résilience des peuplements en introduisant des feuillus. Des outils d'aide à la décision "comme ceux-développés dans le cadre du projet de recherche européen FUME (2009, 2013) - expliquent comment obtenir des peuplements plus résistants face au feu, et se régénérant mieux après le passage du feu".  Les chercheurs ont notamment montré comment transformer des peuplements de pins en forêts mélangées pin et chêne blanc pour limiter les risques à long terme.

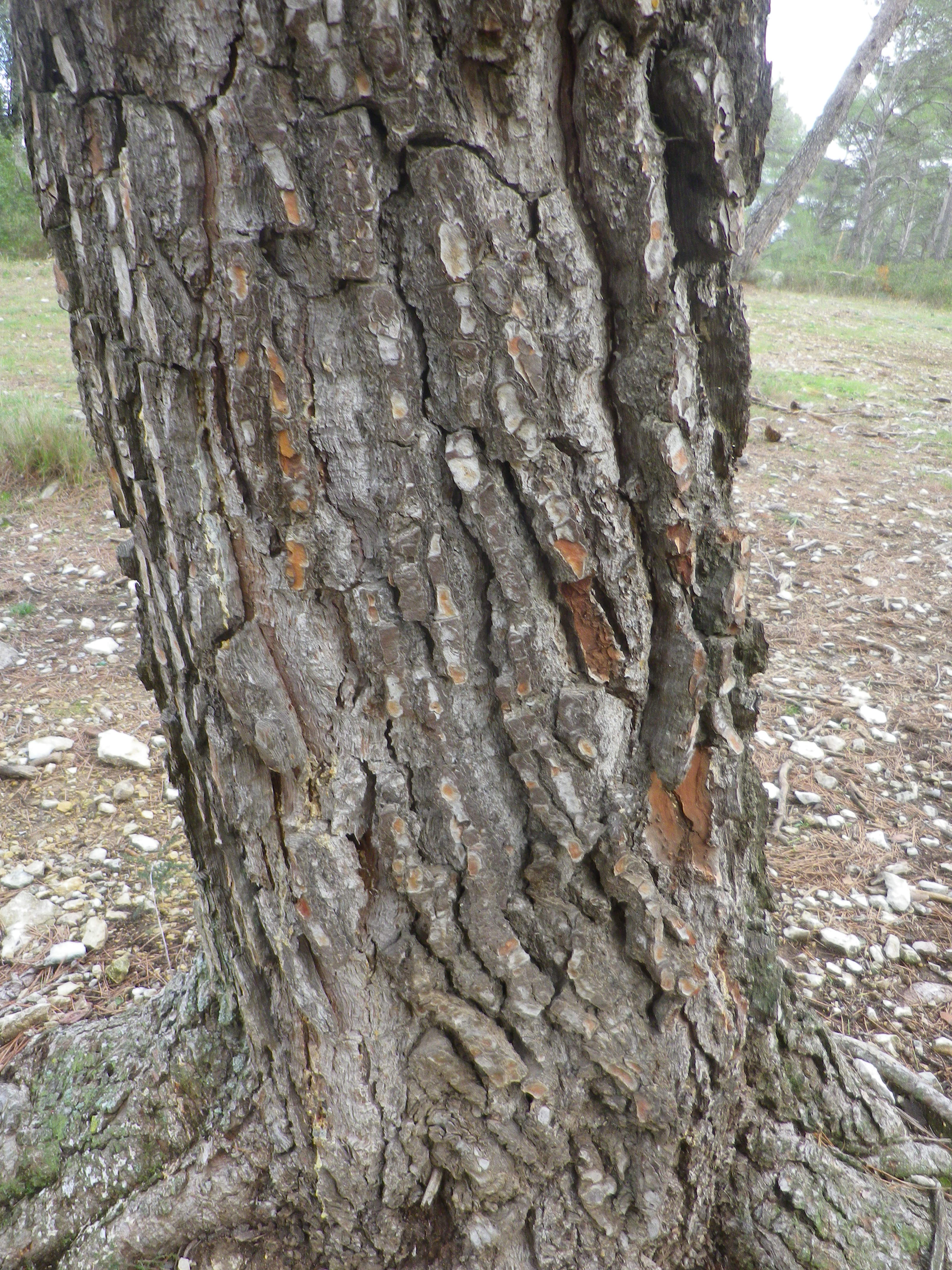
Écorce d'un pin d'Alep.

## Propriétés et utilisations
Le bois souple et dur fut utilisé pour l'étayage des mines, la construction navale et la charpenterie. La qualité est moyenne et les nœuds sont fréquents. Il est assez riche en canaux résinifères; peut donc être gemmé car sa résine est appréciée, mais pas assez abondante pour que le gemmage soit encore pratiqué en France (le gemmage consiste à blesser le pin pour en extraire la gemme ou résine).

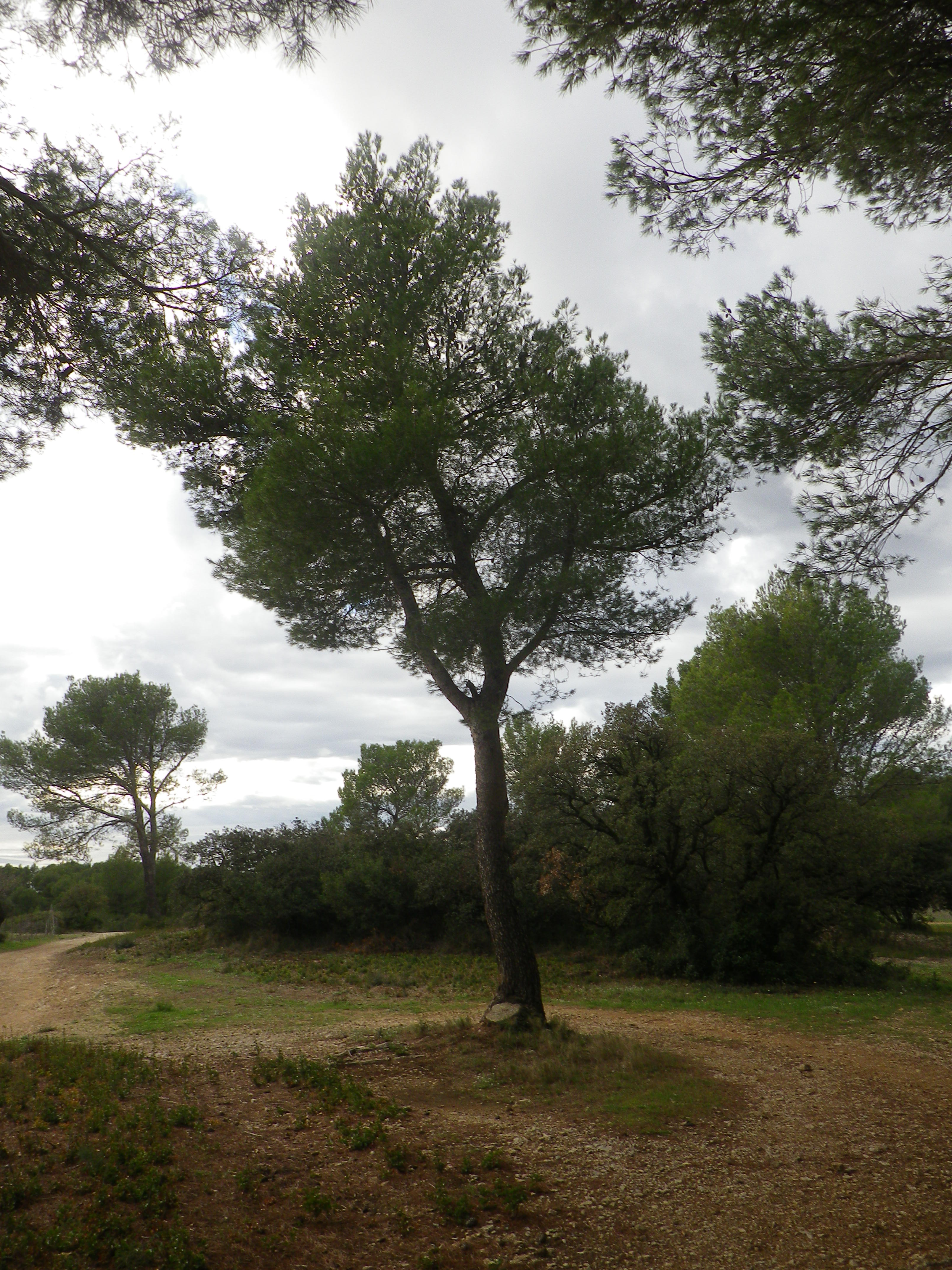
Pin d'Alep dans la forêt de Fontvieille (13).

Les pêcheurs se sont longtemps servis de son écorce pilée et bouillie, dont les tanins renforçaient et teignaient les filets.
Les Grecs utilisent sa résine pour parfumer la retsina, un vin local.
À l'heure actuelle, le bois est surtout utilisé pour l’industrie papetière et le bois-énergie pour les plus petits diamètres, et pour la caisserie, l’emballage, voire la charpente pour les plus gros diamètres.
En Tunisie, les graines sont utilisées pour la consommation humaine pour produire une pâte qui entre dans la composition d'un pudding traditionnel appelé Assidat zgougou, particulièrement prisé des Tunisiens à l’occasion du Mouled. Les volumes consommés sont à la hausse, en particulier grâce à la commercialisation des graines transformées sous forme de pâte ce qui a permis une utilisation simplifiée dans l'industrie pâtissière (gâteaux, crèmes, glaces). De plus, des crèmes desserts aromatisées aux graines de pin d’Alep sont fabriquées par des sociétés majeures de l'agroalimentaire et commercialisées tout au long de l'année dans les grandes surfaces.

## Ressource mobilisable
En France, en 2010, le pin d’Alep couvrait environ 240 000 ha, dont plus de 200 000 ha en région Provence-Alpes-Côte-d'Azur, représentant 270 000 m3 de bois disponible par an. Cette disponibilité devrait augmenter fortement pour atteindre 450 000 m3 par an en 2040. Cependant, compte tenu des difficultés de mobilisation et d’exploitation, on estime que seule 45 % de cette ressource est, et sera, commercialisée : soit 127 000 m3 en 2010 et 210 000 m3 en 2040. Ces chiffres placent le pin d'Alep comme la première essence en termes de volume disponible dans la région Provence-Alpes-Côte-d'Azur, juste derrière le pin sylvestre, mais seulement en troisième position, après le pin noir et le pin sylvestre, concernant la récolte à cause de son faible taux de mobilisation lié à un contexte psychologique, économique, foncier et législatif. Dans les autres pays du bassin méditerranéen, seule l'Espagne consomme des volumes significatifs de pin d'Alep pour la production de sciages (palettes, caisses à fruits).
En Tunisie, la valeur de la production de graines dépasse de loin celle du bois (et du charbon) ainsi que des autres revenus tirés de la zone forestière (miel, romarin pour huile essentielle, pâturages en parcours extensifs sous les arbres),. Une production agroalimentaire émergente s'oriente vers la production de pâte d'une part pour la production patissière et la confection par le consommateur de l'Assida zgougou traditionnelle, et d'autre part d'une pâte dégraissée utilisée par les professionnels de l'alimentation et la valorisation de l'huile de graines de pin d'alep dans la cosmétique.

## Sylviculture

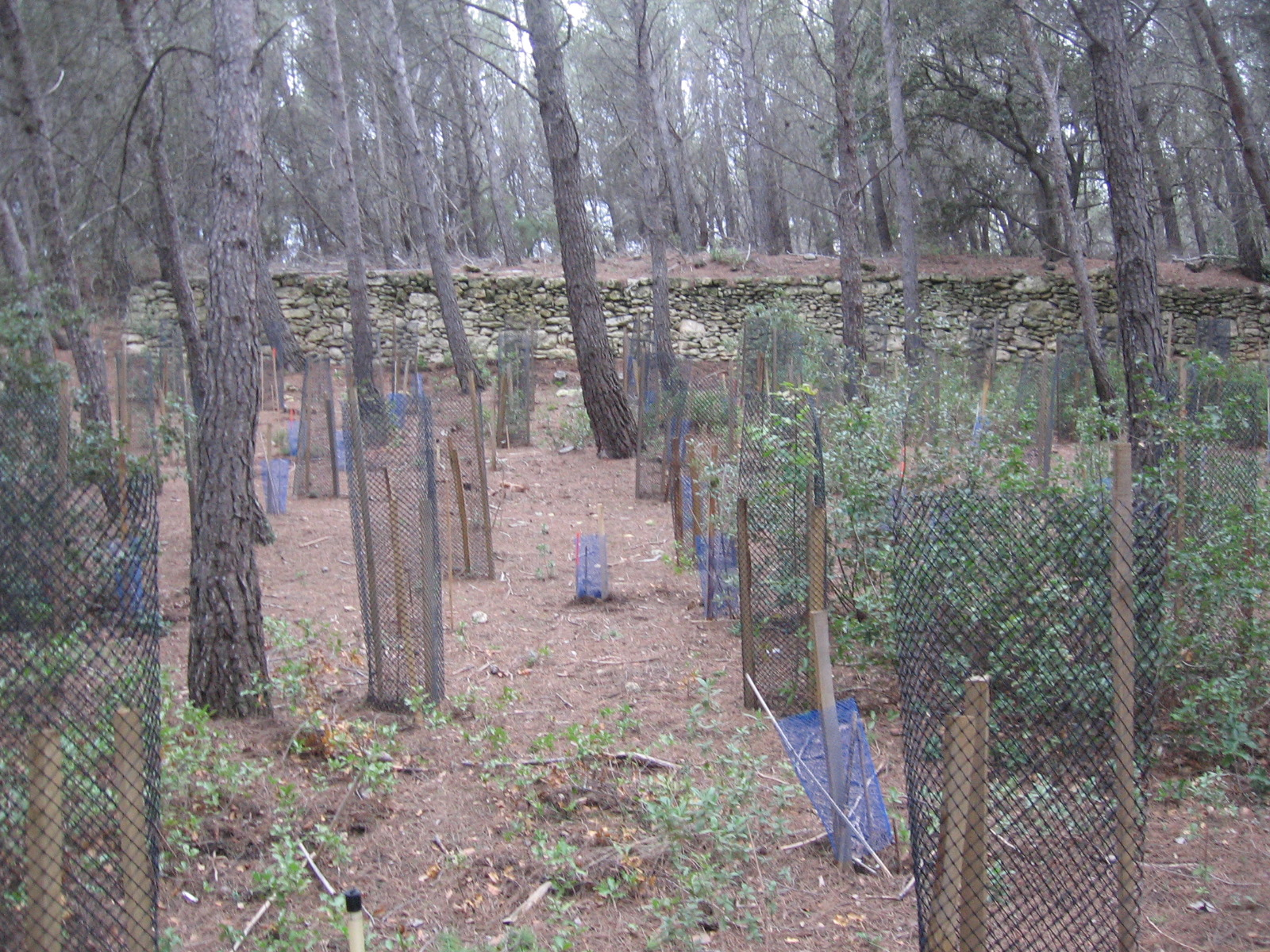
Des essais de plantation et de semis de feuillus (chênes, frênes, caroubiers, arbousiers, sorbiers et pistachiers) sous le couvert de pins d'Alep sont mis en œuvre dans la forêt de Saint-Mitre-les-Remparts (13). L'objectif est d'augmenter la résilience et la biodiversité des peuplements forestiers.

Il est généralement planté en futaie régulière pure (c.-à-d. avec une seule essence), avec pour objectif prioritaire la production de bois. La productivité est de 3 à 5 m3/ha/an. Le diamètre d'exploitabilité (c.-à-d. diamètre des arbres au moment de la coupe finale à maturité) est de 35 à 40 cm, à l'âge de 80 à 120 ans ; 80 ans en pratiquant des éclaircies vigoureuses.
Cependant, bon nombre d'arguments plaident en faveur des peuplements mixtes constitués d’un étage supérieur de pin d’Alep et d’un sous étage de chêne vert et chêne pubescent : augmentation de la biodiversité, amélioration de la vie microbienne des sols, protection contre les maladies dont la propagation est moins rapide dans les peuplements mélangés, rôle paysager de ces peuplements mixtes… D'un point de vue économique, ce type de peuplement permet de fournir du bois de bûche issu du taillis de chêne et des fûts de pin de qualité (rectitude des fûts et élagage naturel favorisés par la présence du sous-étage de chênes).
La régénération naturelle est délicate, car de nombreuses contraintes pèsent sur la disponibilité des semences, l’installation et la survie des plantules : prédation sur l’arbre et surtout au sol où petits rongeurs et fourmis peuvent consommer 70 à 95 % des graines, compétition avec la végétation au sol, litière épaisse qui gêne la germination, lumière disponible.
En régénération artificielle les plants doivent être âgés de 1 an en conteneur, la densité de plantation conseillée est de 1 000 plants à l'hectare (environ 3 m × 3 m). Le mode de plantation est en plein découvert sur terrain propre. La reprise est bonne et la croissance s'accélère après 3-5 ans.
Les interventions sylvicoles dans les peuplements traités en futaie régulière sont raisonnées en fonction de la fertilité des stations forestières (exposition, microclimat, profondeur du sol…). Elles consistent en des opérations de dépressage (réduction de la densité dans les peuplements jeunes non commercialisables) quand le peuplement a entre 2,5 et 3 m, d’élagage dès que le diamètre à 1,30 m du sol dépasse les 10 à 12 cm et d'éclaircies fortes ainsi que des rotations de 10 à 15 ans, avec un prélèvement de l'ordre de 30 à 40 m3 par hectare.

## Productivité et changement climatique
Plusieurs études ont montré que la croissance du pin d’Alep s’est accélérée depuis le début du XXe siècle (+ 40 % sur la hauteur moyenne et + 30 à 50 % en diamètre à 70 ans). Cette amélioration de la productivité est du même ordre de grandeur que celle observée durant la même période pour la majorité des espèces forestières dans toute l’Europe,. "Parmi les causes probables, on peut citer l'augmentation de CO2, l'allongement de la saison de végétation, mais aussi une amélioration progressive du sol après la surexploitation des siècles passés". Cependant, à partir de 1998, les chercheurs d’INRAE ont montré une tendance inverse, avec une baisse sensible de la croissance observée sur le pin d’Alep en France. Avec l'accroissement rapide des températures depuis 1998, la série de sécheresses qu’a connue la région méditerranéenne française entre 2003 et 2007, puis celles de 2016-2017, les chercheurs ont notamment observé une diminution du taux de ramification couplée à un déficit d’aiguilles, une faible fructification et des mortalités accrues. Les effets différés des accidents climatiques répétés notamment sur la surface foliaire auraient durablement affecté la productivité du pin d’Alep, qui en 2018 n’a toujours pas retrouvé des niveaux normaux de croissance.